# Mausolée d'Agrippa Menenius Lanatus
Le mausolée d'Agrippa Menenius Lanatus est situé à Rome sur la via Nomentana près du pont Nomentano, dans le quartier du Monte Sacro.

## Histoire
Le mausolée remonte au Ier-IIe siècle, mais le bâtiment est attribué à Agrippa Menenius Lanatus en raison de sa proximité avec la colline de Monte Sacro alors que ce dernier vécu six siècles plus tôt.
Des représentations datées du XVIe-XVIIe siècle montrent le mausolée représenté avec une tour médiévale, dont il ne reste plus aucune trace à l'époque moderne.

## Description
Le mausolée a une forme circulaire, posé sur un soubassement en forme de parallélépipède, est en opus caementicium (mortier et blocs de tuf jaune).
La chambre funéraire est couverte d'une voûte faite de fragments d'amphores, constituée de quatre niches, au-dessus de ces niches se trouvent des fenêtres dont deux sont encore visibles. L'accès a été bloqué à la suite de l'abandon du mausolée pour créer un environnement, puis plus tard cet accès a été fermé.
À une période indéterminée, des piliers sont ajoutés pour renforcer la structure du côté de la via Nomentana.
|              |
| Plan au sol. |

|                 |
| Vue d'ensemble. |

|                         |
| Protection du monument. |

|                     |
| Entrée du mausolée. |